# ポップしなないで
ポップしなないでは、2015年に結成した日本のバンドである。キャッチコピーは、「セカイ系おしゃべりPOP」。所属レーベルは日本コロムビア。

## 概要
キーボードを弾きシンガーソングライターをしていたかめがいあやこと、バンド活動（THIS IS JAPAN）をしていたかわむらが2015年に結成。もともと友人関係（同じ大学のサークル仲間）だったが、客5人程度のコミュニティーで弾き語りしているのをみて楽曲提供したくなったのがスタート。かめがいの才能に惚れたのではなく、かわむらいわく「一緒にやったら面白そうだなと思っただけ」としている。
原則かわむらが作詞作曲を手掛け、かめがいが編曲参加している。
2015年の春頃に、初ライブをして、同じ頃SoundCloudに音源をアップ。
2016年12月に、全国流通盤第1弾となるミニアルバムを発売。
バンド名はポップすぎず怖すぎず「いい加減な塩梅を探っていった結果」かわむらが命名。しかしかめがいは、なぜか自分が考えたものだと2018年まで思っていた。
2021年1月に、かめがい・かわむらが中心となり、真部脩一、ましのみ、NAGAMUU（イエスマン）と無国籍バンドプロジェクトParaisoの活動も始める。
2023年2月22日発売の2ndフルアルバム『戦略的生存』にて日本コロムビアよりメジャーデビュー。

## メンバー
かめがいあやこ
ボーカル・キーボード担当。亀谷理子名義で声優・俳優としても活動している。
かわむら
ドラムス・コーラス担当。バンド・THIS IS JAPANのドラムス・コーラスとしても活動している。

## 作品

### 配信限定シングル
|      | 発売日 | 発売日   | タイトル                         | レーベル       |
| ---- | ------ | -------- | -------------------------------- | -------------- |
| 1st  | 2019年 | 4月12日  | 丑三キャットウォーク             | KINGAN RECORDS |
| 2nd  | 2019年 | 6月14日  | Creation                         | KINGAN RECORDS |
| 3rd  | 2020年 | 2月14日  | オシマイノリティ                 | KINGAN RECORDS |
| 4th  | 2020年 | 3月11日  | 救われ升                         | KINGAN RECORDS |
| 5th  | 2020年 | 6月28日  | おやすみシューゲイザー           | KINGAN RECORDS |
| 6th  | 2021年 | 7月21日  | SG                               | KINGAN RECORDS |
| 7th  | 2022年 | 6月15日  | 月の踊り子                       | KINGAN RECORDS |
| -    | 2022年 | 8月26日  | かぞえうた（シナぷしゅのうた 3） | TV TOKYO       |
| 8th  | 2022年 | 8月31日  | UFOを呼ぶダンス                  | KINGAN RECORDS |
| 9th  | 2022年 | 10月5日  | ローリンソウル・ハッピーデイズ   | KINGAN RECORDS |
| 10th | 2023年 | 7月12日  | 暴露                             | 日本コロムビア |
| 11th | 2023年 | 9月20日  | 銀色ナイフ                       | 日本コロムビア |
| 12th | 2023年 | 12月13日 | Virtual Daydreamer               | 日本コロムビア |
| 13th | 2024年 | 1月24日  | 白昼きみとドロン                 | 日本コロムビア |
| 14th | 2024年 | 8月7日   | 落堕                             | 日本コロムビア |
| 15th | 2025年 | 1月22日  | エレクトリック修羅               | 日本コロムビア |

### 楽曲提供
あさぎーにょ
- ミラーボールはいらない（2020年2月28日）[7] 作詞：かわむら、作曲・編曲：ポップしなないで

朝ぼらけの紅色は未だ君のうちに壊れずにいる
- オーブン（2020年3月22日）[8]作詞：asako 作曲：かわむら

遠藤光莉（櫻坂46）
- 夏、売ります！（2020年12月2日）[9]作曲：かわむら ※1stシングル「Nobody's fault」TYPE-D収録個人PV

リンリン（BiSH）
- 遠クエ（2021年3月1日）[10] 作詞・作曲：ポップしなないで

開歌-かいか-
- Secret Summer（2021年8月25日）[11] 作詞：かわむら、作曲・編曲：ポップしなないで
- だれかに会えるなら（2022年2月9日）[12] 作詞：タカハシヒョウリ、作曲：ポップしなないで
- シリウスにマフラー（2023年1月17日）[13] 作詞：かわむら、作曲・編曲：ポップしなないで
- 宝石ディスコ（2024年8月19日）[14]作詞：かわむら、作曲・編曲：ポップしなないで

シナぷしゅ
- かぞえうた（2021年10月、テレビ東京系列）[動画 1]作詞・作曲・うた：ポップしなないで
- あめのちくもりのち（2025年8月、テレビ東京系列）[動画 2]作詞：かわむら、作曲・編曲・うた：ポップしなないで

和田輪
- 鉄塔ダンスフロア（2021年11月18日）[15] 作詞：かわむら、作曲・編曲：ポップしなないで

八木海莉
- 君への戦（2022年7月27日）[16] 作詞：八木海莉、作曲・編曲：ポップしなないで

夏川椎菜
- ライダー（2023年11月15日）[17]作詞・作曲・編曲：かわむら

TOHO MUSICAL LAB.
- わたしを、褒めて（2023年11月22日・23日、シアタークリエ）[18]作詞・作曲：ポップしなないで

東山奈央
- 真夜中の怪獣（2023年11月29日）[19]作詞：かわむら、作曲・編曲：ポップしなないで

CIEL
- 僕たちの群青（2023年12月13日）[20]作詞：かわむら、作曲・編曲：ポップしなないで

舞台『輪廻転生∞楽園ダイバー』
- 楽園へようこそ！（2024年3月13日 - 17日、新宿シアタートップス）[21]作詞：かわむら、作曲：ポップしなないで

カンテレドラマ『社内処刑人〜彼女は敵を消していく〜』
- 劇半音楽（2024年4月19日 - 6月21日、関西テレビ）[22]

三拍子単独ライブ『漫才暴夜』
- Mad Boy’s Comedy Night（2024年6月22日、北沢タウンホール）- テーマ曲[23][動画 3]

ohirune
- やさしいゆうれい

和紙でハンドメイド作品を作っている「ohirune」の配信オープニングソング
水瀬 凪
- アオハル進化論（2024年10月6日）[25]作詞：かわむら、作曲・編曲：ポップしなないで

牧島輝
- ATARAYA（2025年1月21日）[26]作詞・作曲・編曲：ポップしなないで

## タイアップ
| 曲名                               | タイアップ                                                                       |
| ---------------------------------- | -------------------------------------------------------------------------------- |
| 救われ升                           | テレビ東京『ゴッドタン』2020年11月度エンディングテーマ                           |
| かぞえうた                         | テレビ東京『シナぷしゅ』2021年10月度エンディングテーマ                           |
| 支離滅裂に愛し愛されようじゃないか | テレビ神奈川『関内デビル』2021年12月度エンディングテーマ                         |
| 支離滅裂に愛し愛されようじゃないか | TOKYO MX『MUSIC B.B』2022年2月度エンディングテーマ                               |
| 月の踊り子                         | NHK『みんなのうた』2022年6月 - 7月度放送楽曲                                     |
| UFOを呼ぶダンス                    | テレビ東京『プレミアMelodiX!』2022年8月度エンディングテーマ                      |
| ローリンソウル・ハッピーデイズ     | TVアニメ『農民関連のスキルばっか上げてたら何故か強くなった。』エンディングテーマ |
| メデューサ                         | 関西テレビ『ウラマヨ!』2023年2月度エンディングテーマ                             |
| We Build Tomorrow!                 | 富山県の総合建設会社、株式会社岡部のCM楽曲。2023年4月1日より北日本放送のみ放送。 |
| Your Day                           | 日本テレビ系『news every.』2023年4月 - 6月度お天気コーナーテーマソング           |
| 暴露                               | テレビ朝日系列『musicる TV』2023年7月度エンディングテーマ                        |
| 銀色ナイフ                         | 関西テレビ・フジテレビ系列『土曜はナニする!?』2023年10月度エンディングテーマ     |
| 白昼きみとドロン                   | テレビアニメ『ニンジャラ』エンディングテーマ                                     |
| 白昼きみとドロン                   | テレビ岩手『ねだらX』2024年3月度オープニングテーマ                               |
| ヤンキーラブ                       | ABEMA『SHIBUYA ANIME BASE』2024年7月 - 9月度のエンディングテーマ                 |
| 落堕                               | ミヤギテレビ『ちょっとブレイクタイム』2024年9月度のエンディングテーマ            |
| エレクトリック修羅                 | STV札幌テレビ『どさんこWEEKEND』2025年3月度エンディングテーマ                    |

## 出演

### ラジオ
- ポップしなないでのDOKI DOKIラジオ（2024年2月2日 - 2月23日、KissFm）- 2月度「Kiss Music Presenter FRIDAY」内で期間限定放送[38]

#### WEBラジオ
- ポップしなないでの救わRadio（2023年7月12日 - 、Spotify Music ＋ Talk）[39]

## ライブ・イベント

### 主な出演イベント
- 2017年1月16日 - ekoms presents OUT OF STEP vol.2
- 2017年4月9日 - YOIMACHI 2017
- 2017年9月22日 - MUSIC PRESURE
- 2017年11月19日 - ばっ!!! 気仙沼繋船祭り 秋
- 2018年5月25日 - JIVES presents GO! vo.11
- 2018年10月8日 - MINAMI WHEEL 2018
- 2019年3月2日 - 見放題東京2019
- 2019年3月16日 - HAPPY JACK 2019 H-FINAL EDITION LIVE CIRCUIT
- 2019年3月23日 - IMAIKE GO NOW 2019
- 2019年4月6日 - SYNCHRONICITY'19
- 2019年4月16日 - バトルニューニューニュー
- 2019年5月6日 - GOLD RUSH 2019
- 2019年5月25日 - Shimokitazawa SOUND CRUISING 2019
- 2019年6月1日 - SAKAE SP-RING 2019
- 2019年8月31日 - 麻痺するポケット3rd EP「モンスーンの香り」リリース記念ライブ
- 2019年9月14日 - TOKYO CALLING 2019
- 2019年11月17日 - AKABANE RIOT!!!-pre party-
- 2019年12月8日 - 下北沢にて'19
- 2019年12月30日 - LIVE DI:GA JUDGEMENT 2019
- 2021年6月19日 - YATSUI FESTIVAL! 2021
- 2021年10月9日 - FM802 MINAMI WHEEL 2021
- 2021年11月21日 - JOKAFES.2021～福山城下音楽祭～
- 2022年5月21日 - MiMiNOKOROCK FES JAPAN in 吉祥寺 2022
- 2022年6月5日 - SAKAE SP-RING 2022
- 2022年6月18日 - YATSUI FESTIVAL! 2022
- 2022年7月31日 - 空白ごっこ主催フェス「下北沢フェスごっこ2022」
- 2022年10月9日 - FM802 MINAMI WHEEL 2022

### 動画
1. ↑   【赤ちゃんが喜ぶ歌】かぞえうた（うた：ポップしなないで）【赤ちゃんが泣き止む・喜ぶ動画】, (2021年10月13日) 2025年8月2日閲覧。
2. ↑   【赤ちゃんが喜ぶ歌】あめのちくもりのち（うた：ポップしなないで）【赤ちゃんが泣き止む・喜ぶ動画】, (2025年8月1日) 2025年8月2日閲覧。
3. ↑   『Mad Boy’s Comedy Night』ポップしなないで〜【漫才暴夜】OP〜, (2024年8月1日) 2024年8月9日閲覧。
4. ↑   ポップしなないで - エレ樫 (Official Music Video), (2016年10月17日) 2022年9月8日閲覧。
5. ↑   【MV】ポップしなないで「魔法使いのマキちゃん」, (2017年10月10日) 2022年9月8日閲覧。
6. ↑   ポップしなないで - ヨルハアソバナイト, (2018年2月10日) 2022年9月8日閲覧。
7. ↑   【MV】ポップしなないで「ヤンキーラブ」, (2018年4月28日) 2022年9月8日閲覧。
8. ↑   【MV】ポップしなないで「bedroom sound system」, (2018年6月6日) 2022年9月8日閲覧。
9. ↑   【MV】ポップしなないで「言うとおり、神さま」, (2018年8月10日) 2022年9月8日閲覧。
10. ↑   【MV】ポップしなないで「丑三キャットウォーク」, (2019年4月12日) 2022年9月8日閲覧。
11. ↑   【MV】ポップしなないで「Creation」, (2019年6月14日) 2022年9月8日閲覧。
12. ↑   【MV】ポップしなないで「救われ升」, (2020年3月11日) 2022年9月8日閲覧。
13. ↑   【MV】ポップしなないで「おやすみシューゲイザー」, (2020年6月28日) 2022年9月8日閲覧。
14. ↑   【MV】ポップしなないで「夢見る熱帯夜」, (2020年10月14日) 2022年9月8日閲覧。
15. ↑   【MV】Paraiso 「ビリヤニ」, (2021年1月10日) 2022年9月8日閲覧。
16. ↑   【MV】ポップしなないで「SG」, (2021年7月25日) 2022年9月8日閲覧。
17. ↑   【MV】ポップしなないで「支離滅裂に愛し愛されようじゃないか」, (2021年11月12日) 2022年9月8日閲覧。
18. ↑   【MV】ポップしなないで「tempura」, (2022年1月1日) 2022年9月8日閲覧。
19. ↑   【MV】ポップしなないで「月の踊り子」／NHK「みんなのうた」2022年6-7月新曲, (2022年6月17日) 2022年9月8日閲覧。
20. ↑   【MV】ポップしなないで「UFOを呼ぶダンス」（Pop Never Dies - "The Dance Calling UFO"）, (2022年9月3日) 2022年9月8日閲覧。
21. ↑   【MV】ポップしなないで「ローリンソウル・ハッピーデイズ」（Pop Never Dies - "Rollin’ Soul, Happy Days"）, (2022年10月7日) 2022年10月7日閲覧。
22. ↑   【MV】ポップしなないで「メデューサ」（Pop Never Dies - "Medusa"）, (2022年2月22日) 2023年2月23日閲覧。
23. ↑   【MV】ポップしなないで「衛星十七号」, (2023年4月19日) 2023年5月10日閲覧。
24. ↑   【MV】ポップしなないで「暴露」, (2023年7月12日) 2023年7月13日閲覧。
25. ↑   【MV】ポップしなないで「銀色ナイフ」, (2023年10月2日) 2023年10月27日閲覧。
26. ↑   【MV】ポップしなないで「Virtual Daydreamer」, (2023年12月13日) 2023年12月17日閲覧。
27. ↑   【MV】ポップしなないで「白昼きみとドロン」, (2024年1月24日) 2024年1月25日閲覧。
28. ↑   【MV】ポップしなないで「魔王様」, (2024年2月14日) 2024年2月20日閲覧。
29. ↑   【MV】ポップしなないで「落堕」, (2024年8月14日) 2024年8月19日閲覧。
30. ↑   【MV】ポップしなないで「スチーム・スチーム・アドレナリンジャンキーズ」, (2024年9月7日) 2024年9月8日閲覧。
31. ↑   【MV】ポップしなないで「エレクトリック修羅」, (2025年1月22日) 2025年1月23日閲覧。
32. ↑   【MV】ポップしなないで「あかるい秘密結社」, (2025年3月19日) 2025年3月19日閲覧。
33. ↑   【MV】ポップしなないで「愛とべいべー」, (2025年4月18日) 2025年4月25日閲覧。
34. ↑   【MV】ポップしなないで「幸福な通電」, (2025年5月13日) 2025年5月15日閲覧。